# Open Madaef
Het Open Madaef is een golftoernooi van de Pro Golf Tour. 
De eerste editie is in 2012 op de Royal Golf El Jadida in El Jadida, Marokko. Het prijzengeld is € 30.000, waarvan de winnaar € 5.000 krijgt. 
De golfbaan werd ontworpen door Cabell Robinson en in 1993 geopend. De par is 72. De baan ligt aan de baai van El Jadida (voorheen Mazagan). Er groeien veel eucalyptusbomen.

## Winnaars
| Jaar | Baan                 | Winnaar               | Score | Score |
| ---- | -------------------- | --------------------- | ----- | ----- |
| 2012 | Royal Golf El Jadida | Timothy Andrea O'Neal | 212   | -1    |
| 2013 | Royal Golf El Jadida | Richard Kind          | 209   | -7    |
| 2014 | Sokhna Golf Club     | Marcel Schneider      | 210   | -6    |

## 2012
Aan de eerste editie doen zeven Nederlanders en drie Belgen mee. Twee van hen kwalificeerden zich voor de laatste ronde. De cut was +8. Van de elf amateurs hadden 2 Duitse en 2 Marokkaanse spelers ronde 3.
- Uitslag

| Speler                  | Ronde 1 | Ronde 1 | Ronde 2                  | Ronde 2                  | Ronde 2                  | Ronde 3                  | Ronde 3                  | Ronde 3                  |                          |
| ----------------------- | ------- | ------- | ------------------------ | ------------------------ | ------------------------ | ------------------------ | ------------------------ | ------------------------ | ------------------------ |
| Timothy Andrea O'Neal   | 71      | T4      | 72                       | 143                      | T13                      | 69                       | 212                      | 1                        |                          |
| Janne Martikainen       | 69      | T1      | 70                       | 139                      | 1                        | 74                       | 213                      | 2                        |                          |
| Martin Prihoda          | 71      | T4      | 71                       | 142                      | 3                        | 75                       | 217                      | 3                        |                          |
| Ken Benz                | 73      | T15     | 71                       | 144                      | T17                      | 75                       | 219                      | T4                       |                          |
| Fabian Becker           | 69      | T1      | 72                       | 141                      | 2                        | 78                       | 219                      | T6                       |                          |
| Guillaume Watremez      | 76      | T44     | 74                       | 150                      | T27                      | 70                       | 220                      | T11                      |                          |
| Fernand Osther          | 73      | T15     | 73                       | 146                      | T13                      | 80                       | 226                      | T29                      |                          |
| Tristan Bierenbroodspot | 76      | T44     | 77                       | 153                      | MC                       |                          |                          |                          |                          |
| Nicolas Nubé            | 77      | T54     | 81                       | 158                      | MC                       |                          |                          |                          |                          |
| Floris de Haas          | 79      | T70     | 81                       | 160                      | MC                       |                          |                          |                          |                          |
| Sven Maurits            | 80      | T81     | 82                       | 162                      | MC                       |                          |                          |                          |                          |
| Wouter de Vries         | 81      | T87     | 83                       | 164                      | MC                       |                          |                          |                          |                          |
| Bas Scheepens           | 86      | T104    | 78                       | 164                      | MC                       |                          |                          |                          |                          |
| Gael Seegmuller         | 86      | T104    | 83                       | 169                      | MC                       |                          |                          |                          |                          |
| Jean Relecom            | 88      | T107    | 86                       | 174                      | MC                       |                          |                          |                          |                          |
| Lawrence Möger          | 91      | T110    | teruggetrokken na hole 7 | teruggetrokken na hole 7 | teruggetrokken na hole 7 | teruggetrokken na hole 7 | teruggetrokken na hole 7 | teruggetrokken na hole 7 | teruggetrokken na hole 7 |

| Leider |  | Toernooirecord |  | MC = missed cut = cut gemist |  | DQ = disqualified |

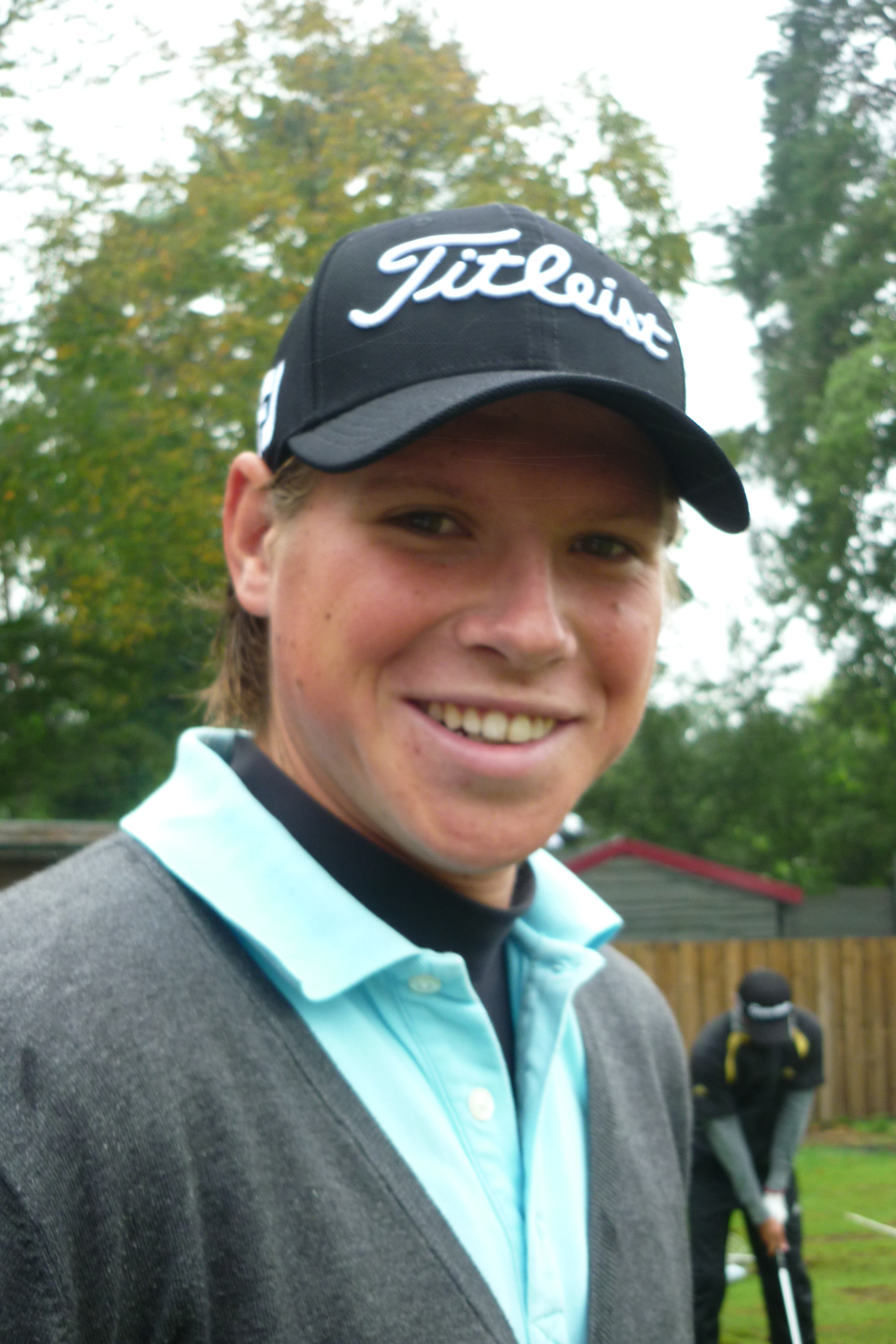
Fernand Osther, beste Nederlander

Lawrence Möger is teachingpro op Golfresidentie Dronten.

## 2013
Het toernooi werd weer op de Royal Golf gespeeld, 7 van de 7 Nederlanders haalden de cut. Richard Kind won met -7 en steeg naar de top-10 van de Order of Merit. Daan Huizing werd 3de, Tim Sluiter T15, Floris de Haas T19, Fernand Osther T25, Martijn Vermei T30. Guillaume Watremez en Christopher Mivis waren de enige Belgen, zij eindigden op de 19de en 38ste plaats.